# ジャック・ウォラス
ジャック・ウォラス（Jack Walrath、1946年5月5日 - ）は、レイ・チャールズ、ゲイリー・ピーコック、チャールズ・ミンガス、グレン・フェリスなどとの仕事で知られる、アメリカのポスト・バップ・ジャズ・トランペッター、編曲家。

## 略歴
ウォラスはフロリダ州スチュアートで生まれた。モンタナ州エドガーの小さな町に住みながら、1955年に9歳でトランペットを始めた。彼の幅広い音楽的評価は「都市によく見られる、ネガティヴな仲間からの圧力の欠如」にあると考えられている。
1969年、ウォラスは西海岸に拠点を移し、ロサンゼルスのジャズ・シーンで仕事を見つけた。すぐトロンボーン奏者のグレン・フェリスとともに、ウエスト・コースト・モータウンオーケストラにおいて、リバイバル・バンドのメンバーとなった。また、レイ・チャールズと一緒にアメリカをツアーした。1970年、ウォラスはニューヨークに移住。1年半の間、そこにアメリカ部門があった『インターナショナル・ミュージシャン・アンド・レコーディング・ワールド』誌のコラムニストとなった。彼は『ダウン・ビート』誌のライナーノーツや記事も書いている。
ウォラスは次の数年間を、メインストリームやラテンジャズのバンドとの仕事に費やした。
1974年、チャールズ・ミンガスと共に、アトランティック・レコードのために『チェンジズ・ワン』と『チェンジズ・トゥー』を録音した。後者のアルバムは、ウォラスの作品「Black Bats and Poles (黒い蝙蝠とポール)」をフィーチャーしている（ミンガスがより暗い名前が必要だと判断するまで、元々は「Rats and Moles (ネズミとモグラ)」と題されていた）。 

## ディスコグラフィ

### リーダー・アルバム
- Demons in Pursuit (1979年、Gatemouth)
- In Montana (1980年、Labor)
- Revenge of the Fat People (1981年、Stash)
- In Europe (1982年、SteepleChase)
- 『ア・プリー・フォー・サニティ』 - A Plea for Sanity (1982年、Stash)
- Jack Walrath Quintet at Umbria Jazz Festival, Vol. 1 (1983年、Red)
- Jack Walrath Quintet at Umbria Jazz Festival, Vol. 2 (1983年、Red)
- Killer Bunnies (1986年、Spotlite)
- Master of Suspense (1986年、Blue Note)
- A-Free-K & Jack Walrath (1986年、Justine) ※with ホルヘ・ロッシー、ペリコ・サンビート
- Wholly Trinity (1988年、Muse) ※1986年録音
- Neohippus (1988年、Blue Note)
- Out of the Tradition (1992年、Muse) ※1990年録音
- 『ジャック・ワルラス・アンド・マスターズ・オブ・サスペンス』 - Gut Feelings (1992年、Muse) ※1990年録音
- Serious Hang (1992年、Muse)
- Portraits in Ivory and Brass (1994年、Mapleshade) ※with ラリー・ウィリス、スティーヴ・ノヴォセル
- Journey, Man! (1995年、Evidence)
- 『ヒップノーシス』 - Hip Gnosis (1996年、TCB)
- Solidarity (1996年、ACT)
- "Vongole!" Live In Ancona (1996年、GoFour)
- 『ゴジラ・ジャズ』 - Godzilla Jazz (1998年、Paddle Wheel)
- Sonage by Duplexus (2000年、Rara)
- Get Hit in Your Soul (2000年、ACT)
- Invasion of the Booty Shakers (2001年、Savant)
- Ballroom (2008年、SteepleChase)
- Heavy Mirth (2008年、SteepleChase)
- Forsooth (2011年、SteepleChase)
- To Hellas and Back (2013年、SteepleChase)
- Montana Wild Cats (2013年、Sweetgrass Music)
- You Got My Wife, But I Got Your Dog (2014年、ATS) ※with アッパー・オーストリアン・ジャズ・オーケストラ
- Unsafe at Any Speed (2015年、SteepleChase)

### 参加アルバム
- キング・エリッソン : The King Arrives (1970年、Canyon)
- チャールズ・ミンガス : 『チェンジズ・ワン』 - Changes One (1974年、Atlantic)
- チャールズ・ミンガス : 『チェンジズ・トゥー』 - Changes Two (1974年、Atlantic)
- チャールズ・ミンガス : 『スリー・オア・フォア・シェイズ・オブ・ブルース』 - Three or Four Shades of Blues (1977年、Atlantic)
- チャールズ・ミンガス : 『ザ・ユニーク〜ザ・ラスト・セッション』 - Lionel Hampton Presents Charles Mingus (1977年、Who's Who in Jazz)
- チャールズ・ミンガス : 『クンビア&ジャズ・フュージョン』 - Cumbia & Jazz Fusion (1978年、Atlantic)
- ミンガス・ダイナスティ : 『ライヴ・アット・モントルー』 - Live at Montreux (1980年、Collectables)
- ダニー・リッチモンド : 『プレイズ・チャールズ・ミンガス』 - Dannie Richmond Plays Charles Mingus (1980年、Timeless)
- リッキー・フォード : Tenor for the Times (1981年、Muse)
- チャールズ・ミンガス : 『サムシング・ライク・ア・バード』 - Something Like a Bird (1981年、Atlantic) ※1979年録音
- ダニー・リッチモンド : The Last Mingus Band A.D. (1981年、Gatemouth)
- ジェームス・ホワイト : Sax Maniac (1982年、Warner Bros.)
- ダニー・リッチモンド : Dionysius (1983年、Red)
- チャーリー・パーシップ・スーパーバンド : In Case You Missed It (1984年、Soul Note)
- チャーリー・パーシップ・スーパーバンド : No Dummies Allowed (1987年、Soul Note)
- マイク・クラーク : Give the Drummer Some (1989年、Stash)
- ムハル・リチャード・エイブラムス : Hearinga Suite (1989年、Black Saint)
- ルー・ロウルズ : At Last (1989年、Blue Note)
- ジャズ・トライブ : The Jazz Tribe (1990年、Red)
- ムハル・リチャード・エイブラムス : Blu Blu Blu (1991年、Black Saint)
- マイルス・デイヴィス&クインシー・ジョーンズ : 『ライヴ・アット・モントルー』 - Miles & Quincy: Live at Montreux (1991年、Warner Bros.)
- ジョルジュ・グルンツ・コンサート・ジャズ・バンド : Beyond Another Wall: Live in China (1992年、TCB)
- スザンナ・ピットソン : Blues and the Abstract Truth (1992年、Vineland)
- ピー・ウィー・エリス : 『ブルース・ミッション』 - Blues Mission (1992年、Gramavision)
- ジョン・ヒックス : Single Petal of a Rose (1992年、Mapleshade)
- ボブ・ネル : Why I Like Coffee (1992年、New World)
- マンハッタン・ニュー・ミュージック・プロジェクト : Mood Swing (1992年、Soul Note)
- ミンガス・ビッグ・バンド 93 : Nostalgia In Times Square (1993年、Dreyfus)
- ジョー・ロヴァーノ : 『ラッシュ・アワー』 - Rush Hour (1994年、Blue Note)
- ジャズ・トライブ : The Next Step (1999年、Red)
- ジャズ・トライブ : Everlasting (2009年、Red)
- ミンガス・ダイナスティ : 『フォーバス知事の寓話』 - Fables Of Faubus (2021年、Timeless) ※1985年録音